# Élections régionales de 2021 à Rabat-Salé-Kénitra

Carte de la région.

Les élections régionales à Rabat-Salé-Kénitra se déroulent le 8 septembre 2021.

## Résultats

### Global
|                          | Rassemblement national des indépendants (RNI) | 265 746   | 28,41 | 21 | 12            |  |  |  |
|                          | Parti authenticité et modernité (PAM)         | 140 617   | 15,03 | 14 | 1             |  |  |  |
|                          | Parti de l'Istiqlal (PI)                      | 104 616   | 11,18 | 11 | 6             |  |  |  |
|                          | Union constitutionnelle (UC)                  | 102 445   | 10,95 | 7  | 2             |  |  |  |
|                          | Mouvement populaire (MP)                      | 78 791    | 8,42  | 7  | 3             |  |  |  |
|                          | Union socialiste des forces populaires (USFP) | 62 803    | 6,71  | 5  | 4             |  |  |  |
|                          | Parti de la justice et du développement (PJD) | 47 579    | 5,09  | 4  | 18            |  |  |  |
|                          | Parti du progrès et du socialisme (PPS)       | 39 714    | 4,25  | 3  | 3             |  |  |  |
|                          | Mouvement démocratique et social (MDS)        | 44 827    | 4,79  | 2  | en stagnation |  |  |  |
|                          | Alliance de la fédération de gauche (AGD)     | 12 394    | 1,32  | 1  | 1             |  |  |  |
|                          |                                               |           |       |    |               |  |  |  |
| Total                    | Total                                         | 935 504   | 100   |    |               |  |  |  |
| Abstentions              | Abstentions                                   | 907 964   | 50,93 |    |               |  |  |  |
| Inscrits / Participation | Inscrits / Participation                      | 1 843 468 | 49,07 |    |               |  |  |  |

### Par préfecture et province

#### Kénitra
| Parti                    | Parti                                                       | Suffrage | Suffrage | Sièges | Sièges |
| Parti                    | Parti                                                       | #        | %        | #      | %      |
| ------------------------ | ----------------------------------------------------------- | -------- | -------- | ------ | ------ |
|                          | Rassemblement national des indépendants (RNI)               | 83 689   | 35,46    | 4      | 33,33  |
|                          | Union constitutionnelle (UC)                                | 40 497   | 17,16    | 2      | 16,67  |
|                          | Parti de l'Istiqlal (PI)                                    | 24 540   | 10,40    | 2      | 16,67  |
|                          | Parti authenticité et modernité (PAM)                       | 23 071   | 9,78     | 2      | 16,67  |
|                          | Parti de la justice et du développement (PJD)               | 17 874   | 7,57     | 1      | 8,33   |
|                          | Mouvement populaire (MP)                                    | 13 597   | 5,76     | 1      | 8,33   |
|                          | Union socialiste des forces populaires (USFP)               | 7 701    | 3,26     |        |        |
|                          | Mouvement démocratique et social (MDS)                      | 7 239    | 3,07     |        |        |
|                          | Parti du progrès et du socialisme (PPS)                     | 5 408    | 2,29     |        |        |
|                          | Union marocaine pour la démocratie (UMD)                    | 3 011    | 1,28     |        |        |
|                          | Alliance de la fédération de gauche (AGD)                   | 2 410    | 1,02     |        |        |
|                          | Parti socialiste unifié (PSU)                               | 1 600    | 0,68     |        |        |
|                          | Parti de l'environnement et du développement durable (PEDD) | 1 351    | 0,57     |        |        |
|                          | Front des forces démocratiques (FFD)                        | 1 304    | 0,55     |        |        |
|                          | Parti de l'équité (PRE)                                     | 1 139    | 0,48     |        |        |
|                          | Parti du centre social (PCS)                                | 879      | 0,37     |        |        |
|                          | Parti de l'unité et de la démocratie (PUD)                  | 701      | 0,30     |        |        |
|                          |                                                             |          |          |        |        |
| Total                    | Total                                                       | 236 011  | 100,00   |        |        |
| Abstentions              | Abstentions                                                 | 227 665  | 49,10    |        |        |
| Inscrits / Participation | Inscrits / Participation                                    | 436 676  | 50,90    |        |        |

#### Khémisset
| Parti                    | Parti                                         | Suffrage | Suffrage | Sièges | Sièges |
| Parti                    | Parti                                         | #        | %        | #      | %      |
| ------------------------ | --------------------------------------------- | -------- | -------- | ------ | ------ |
|                          | Rassemblement national des indépendants (RNI) | 47 048   | 27,97    | 3      | 30,00  |
|                          | Parti authenticité et modernité (PAM)         | 33 831   | 20,11    | 2      | 20,00  |
|                          | Mouvement démocratique et social (MDS)        | 32 162   | 19,12    | 2      | 20,00  |
|                          | Mouvement populaire (MP)                      | 19 120   | 11,37    | 2      | 20,00  |
|                          | Parti de l'Istiqlal (PI)                      | 11 449   | 6,81     | 1      | 10,00  |
|                          | Parti du progrès et du socialisme (PPS)       | 7 548    | 4,49     |        |        |
|                          | Union constitutionnelle (UC)                  | 3 455    | 2,05     |        |        |
|                          | Parti des Néo-Démocrates (PND)                | 2 233    | 1,33     |        |        |
|                          | Parti démocratique de l'indépendance (PDI)    | 2 205    | 1,31     |        |        |
|                          | Parti de la justice et du développement (PJD) | 1 752    | 1,04     |        |        |
|                          | Alliance de la fédération de gauche (AGD)     | 1 613    | 0,96     |        |        |
|                          | Union socialiste des forces populaires (USFP) | 1 562    | 0,93     |        |        |
|                          | Parti socialiste unifié (PSU)                 | 1 152    | 0,68     |        |        |
|                          | Parti de l'Espoir (PE)                        | 948      | 0,56     |        |        |
|                          | Union marocaine pour la démocratie (UMD)      | 914      | 0,54     |        |        |
|                          | Parti de la société démocratique (PSD)        | 809      | 0,48     |        |        |
|                          | Parti de la renaissance (PAN)                 | 424      | 0,25     |        |        |
|                          |                                               |          |          |        |        |
| Total                    | Total                                         | 168 225  | 100,00   |        |        |
| Abstentions              | Abstentions                                   | 114 364  | 40,47    |        |        |
| Inscrits / Participation | Inscrits / Participation                      | 282 589  | 59,53    |        |        |

#### Rabat
| Parti                    | Parti                                         | Suffrage | Suffrage | Sièges | Sièges |
| Parti                    | Parti                                         | #        | %        | #      | %      |
| ------------------------ | --------------------------------------------- | -------- | -------- | ------ | ------ |
|                          | Rassemblement national des indépendants (RNI) | 26 227   | 30,59    | 3      | 25,00  |
|                          | Parti authenticité et modernité (PAM)         | 14 638   | 17,07    | 2      | 16,67  |
|                          | Parti de l'Istiqlal (PI)                      | 10 079   | 11,75    | 2      | 16,67  |
|                          | Union socialiste des forces populaires (USFP) | 8 029    | 9,36     | 2      | 16,67  |
|                          | Mouvement populaire (MP)                      | 7 204    | 8,40     | 1      | 8,33   |
|                          | Parti de la justice et du développement (PJD) | 6 644    | 7,75     | 1      | 8,33   |
|                          | Alliance de la fédération de gauche (AGD)     | 3 783    | 4,41     | 1      | 8,33   |
|                          | Parti du progrès et du socialisme (PPS)       | 2 692    | 3,14     |        |        |
|                          | Union constitutionnelle (UC)                  | 2 113    | 2,46     |        |        |
|                          | Parti socialiste unifié (PSU)                 | 1 525    | 1,78     |        |        |
|                          | Parti marocain libéral (PML)                  | 1 211    | 1,41     |        |        |
|                          | Mouvement démocratique et social (MDS)        | 749      | 0,87     |        |        |
|                          | Front des forces démocratiques (FFD)          | 642      | 0,75     |        |        |
|                          | Parti du centre social (PCS)                  | 212      | 0,25     |        |        |
|                          |                                               |          |          |        |        |
| Total                    | Total                                         | 85 748   | 100,00   |        |        |
| Abstentions              | Abstentions                                   | 167 420  | 66,13    |        |        |
| Inscrits / Participation | Inscrits / Participation                      | 253 168  | 33,87    |        |        |

#### Salé
| Parti                    | Parti                                                       | Suffrage | Suffrage | Sièges | Sièges |
| Parti                    | Parti                                                       | #        | %        | #      | %      |
| ------------------------ | ----------------------------------------------------------- | -------- | -------- | ------ | ------ |
|                          | Rassemblement national des indépendants (RNI)               | 26 248   | 24,83    | 3      | 25,00  |
|                          | Parti authenticité et modernité (PAM)                       | 20 032   | 18,95    | 3      | 25,00  |
|                          | Parti de l'Istiqlal (PI)                                    | 19 710   | 18,65    | 2      | 16,67  |
|                          | Parti du progrès et du socialisme (PPS)                     | 11 917   | 11,27    | 2      | 16,67  |
|                          | Parti de la justice et du développement (PJD)               | 7 995    | 7,56     | 1      | 8,33   |
|                          | Mouvement populaire (MP)                                    | 7 772    | 7,35     | 1      | 8,33   |
|                          | Union socialiste des forces populaires (USFP)               | 3 255    | 3,08     |        |        |
|                          | Union constitutionnelle (UC)                                | 2 774    | 2,62     |        |        |
|                          | Alliance de la fédération de gauche (AGD)                   | 1 431    | 1,35     |        |        |
|                          | Front des forces démocratiques (FFD)                        | 1 262    | 1,19     |        |        |
|                          | Mouvement démocratique et social (MDS)                      | 1 066    | 1,01     |        |        |
|                          | Parti socialiste unifié (PSU)                               | 1 066    | 1,01     |        |        |
|                          | Parti de l'environnement et du développement durable (PEDD) | 620      | 0,59     |        |        |
|                          | Parti de la réforme et du développement (PRD)               | 235      | 0,22     |        |        |
|                          | Parti vert marocain (PVM)                                   | 206      | 0,19     |        |        |
|                          | Parti des Néo-Démocrates (PND)                              | 109      | 0,10     |        |        |
|                          |                                                             |          |          |        |        |
| Total                    | Total                                                       | 105 698  | 100,00   |        |        |
| Abstentions              | Abstentions                                                 | 239 495  | 69,38    |        |        |
| Inscrits / Participation | Inscrits / Participation                                    | 345 193  | 30,62    |        |        |

#### Sidi Kacem
| Parti                    | Parti                                         | Suffrage | Suffrage | Sièges | Sièges |
| Parti                    | Parti                                         | #        | %        | #      | %      |
| ------------------------ | --------------------------------------------- | -------- | -------- | ------ | ------ |
|                          | Rassemblement national des indépendants (RNI) | 43 656   | 27,28    | 3      | 30,00  |
|                          | Mouvement populaire (MP)                      | 24 268   | 15,16    | 2      | 20,00  |
|                          | Parti authenticité et modernité (PAM)         | 23 793   | 14,87    | 2      | 20,00  |
|                          | Parti de l'Istiqlal (PI)                      | 21 640   | 13,52    | 2      | 20,00  |
|                          | Union socialiste des forces populaires (USFP) | 21 572   | 13,48    | 1      | 10,00  |
|                          | Union constitutionnelle (UC)                  | 11 392   | 7,12     |        |        |
|                          | Parti de la justice et du développement (PJD) | 6 241    | 3,90     |        |        |
|                          | Parti du progrès et du socialisme (PPS)       | 5 461    | 3,41     |        |        |
|                          | Alliance de la fédération de gauche (AGD)     | 1 040    | 0,65     |        |        |
|                          | Mouvement démocratique et social (MDS)        | 993      | 0,62     |        |        |
|                          |                                               |          |          |        |        |
| Total                    | Total                                         | 160 056  | 100,00   |        |        |
| Abstentions              | Abstentions                                   | 75 910   | 32,17    |        |        |
| Inscrits / Participation | Inscrits / Participation                      | 235 966  | 67,83    |        |        |

#### Sidi Slimane
| Parti                    | Parti                                                       | Suffrage | Suffrage | Sièges | Sièges |
| Parti                    | Parti                                                       | #        | %        | #      | %      |
| ------------------------ | ----------------------------------------------------------- | -------- | -------- | ------ | ------ |
|                          | Union constitutionnelle (UC)                                | 25 595   | 29,69    | 3      | 37,50  |
|                          | Union socialiste des forces populaires (USFP)               | 18 993   | 22,03    | 2      | 25,00  |
|                          | Rassemblement national des indépendants (RNI)               | 16 856   | 19,55    | 2      | 25,00  |
|                          | Parti authenticité et modernité (PAM)                       | 9 647    | 11,19    | 1      | 12,50  |
|                          | Parti de l'Istiqlal (PI)                                    | 4 113    | 4,77     |        |        |
|                          | Mouvement populaire (MP)                                    | 2 207    | 2,56     |        |        |
|                          | Parti du progrès et du socialisme (PPS)                     | 1 653    | 1,92     |        |        |
|                          | Parti de la justice et du développement (PJD)               | 1 568    | 1,82     |        |        |
|                          | Front des forces démocratiques (FFD)                        | 1 490    | 1,73     |        |        |
|                          | Parti de l'environnement et du développement durable (PEDD) | 882      | 1,02     |        |        |
|                          | Parti de l'équité (PRE)                                     | 861      | 1,00     |        |        |
|                          | Union marocaine pour la démocratie (UMD)                    | 782      | 0,91     |        |        |
|                          | Parti démocratique de l'indépendance (PDI)                  | 565      | 0,66     |        |        |
|                          | Parti de la renaissance et de la vertu (PRV)                | 431      | 0,50     |        |        |
|                          | Parti Al Ahd Addimocrati (AHD)                              | 378      | 0,44     |        |        |
|                          | Parti de l'unité et de la démocratie (PUD)                  | 196      | 0,23     |        |        |
|                          |                                                             |          |          |        |        |
| Total                    | Total                                                       | 86 217   | 100,00   |        |        |
| Abstentions              | Abstentions                                                 | 64 512   | 42,80    |        |        |
| Inscrits / Participation | Inscrits / Participation                                    | 150 729  | 57,20    |        |        |

#### Skhirate-Témara
| Parti                    | Parti                                         | Suffrage | Suffrage | Sièges | Sièges |
| Parti                    | Parti                                         | #        | %        | #      | %      |
| ------------------------ | --------------------------------------------- | -------- | -------- | ------ | ------ |
|                          | Rassemblement national des indépendants (RNI) | 22 022   | 23,54    | 3      | 27,27  |
|                          | Union constitutionnelle (UC)                  | 16 619   | 17,77    | 2      | 18,18  |
|                          | Parti authenticité et modernité (PAM)         | 15 605   | 16,68    | 2      | 18,18  |
|                          | Parti de l'Istiqlal (PI)                      | 13 085   | 13,99    | 2      | 18,18  |
|                          | Parti de la justice et du développement (PJD) | 5 505    | 5,88     | 1      | 9,09   |
|                          | Parti du progrès et du socialisme (PPS)       | 5 035    | 5,38     | 1      | 9,09   |
|                          | Mouvement populaire (MP)                      | 4 623    | 4,94     |        |        |
|                          | Mouvement démocratique et social (MDS)        | 2 618    | 2,80     |        |        |
|                          | Alliance de la fédération de gauche (AGD)     | 2 117    | 2,26     |        |        |
|                          | Union socialiste des forces populaires (USFP) | 1 691    | 1,81     |        |        |
|                          | Parti de l'Espoir (PE)                        | 1 256    | 1,34     |        |        |
|                          | Parti de l'unité et de la démocratie (PUD)    | 958      | 1,02     |        |        |
|                          | Parti socialiste unifié (PSU)                 | 897      | 0,96     |        |        |
|                          | Parti de la réforme et du développement (PRD) | 761      | 0,81     |        |        |
|                          | Parti des Néo-Démocrates (PND)                | 757      | 0,81     |        |        |
|                          |                                               |          |          |        |        |
| Total                    | Total                                         | 93 549   | 100,00   |        |        |
| Abstentions              | Abstentions                                   | 106 171  | 53,16    |        |        |
| Inscrits / Participation | Inscrits / Participation                      | 199 720  | 46,84    |        |        |

### Répartition des sièges
| Parti | Parti | Khémisset | Rabat | Skhirate-Témara | Kénitra | Salé | Sidi Slimane | Sidi Kacem | Total |
| ----- | ----- | --------- | ----- | --------------- | ------- | ---- | ------------ | ---------- | ----- |
|       | RNI   | 3         | 3     | 3               | 4       | 3    | 2            | 3          | 21    |
|       | PAM   | 2         | 2     | 2               | 2       | 3    | 1            | 2          | 14    |
|       | PI    | 1         | 2     | 2               | 2       | 2    |              | 2          | 11    |
|       | UC    |           |       | 2               | 2       |      | 3            |            | 7     |
|       | MP    | 2         | 1     |                 | 1       | 1    |              | 2          | 7     |
|       | USFP  |           | 2     |                 |         |      | 2            | 1          | 5     |
|       | PJD   |           | 1     | 1               | 1       | 1    |              |            | 4     |
|       | PPS   |           |       | 1               |         | 2    |              |            | 3     |
|       | MDS   | 2         |       |                 |         |      |              |            | 2     |
|       | AGD   |           | 1     |                 |         |      |              |            | 1     |